# Mazo (banda)
Mazo fue una banda española de heavy metal formada en Madrid en 1981.
El grupo llegó a editar un álbum en 1982, separándose poco tiempo más tarde.

## Biografía
El grupo surgió en 1981 en Madrid, conformado como trío por Julio Díaz en bajo y voz, Manolo Caño en batería y José Miguel Martínez en guitarra y voz.
Lanzan un LP homónimo en 1982, acompañado por un par de singles ("Balada cafre" y "Vive la música"), a través de la compañía Mercury Records.
El grupo se disuelve hacia 1983 o 1984, no obstante en 1989 aparece un disco split compartido con la banda Júpiter, titulado ¡¡Con toda la fuerza!!, incluyendo 3 canciones de Mazo, y 5 de Júpiter.

## Discografía
- Mazo (Mercury, 1982)

Singles
- "Balada cafre/Rebélate" (1982)
- "Vive la música (parte 1)/Vive la música (parte 2)" (1982)

Split
- ¡¡Con toda la fuerza!! (con el grupo Júpiter)